# Hyloicus
Hyloicus är ett släkte av fjärilar som beskrevs av Jacob Hübner 1819. Hyloicus ingår i familjen svärmare.

## Bildgalleri

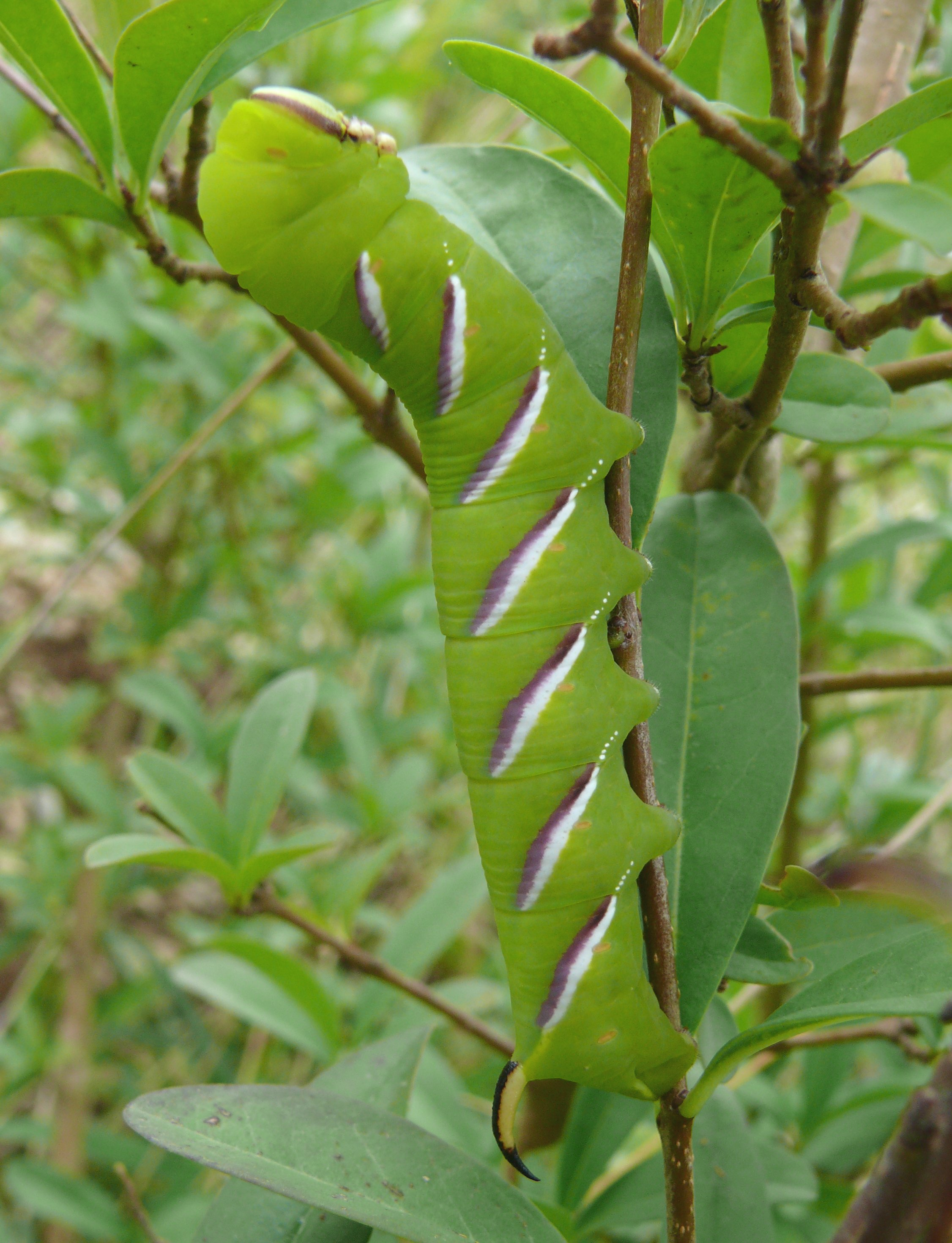
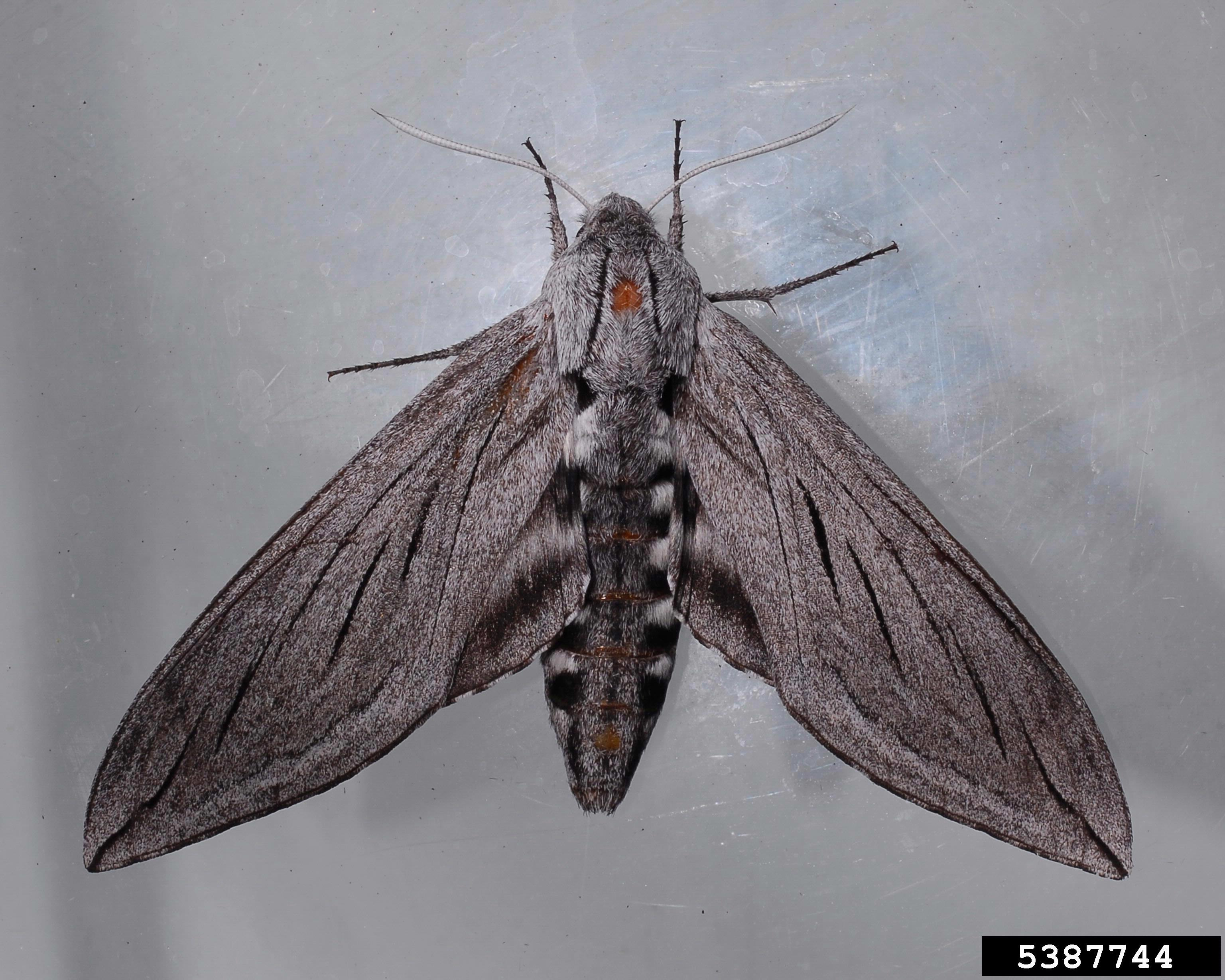
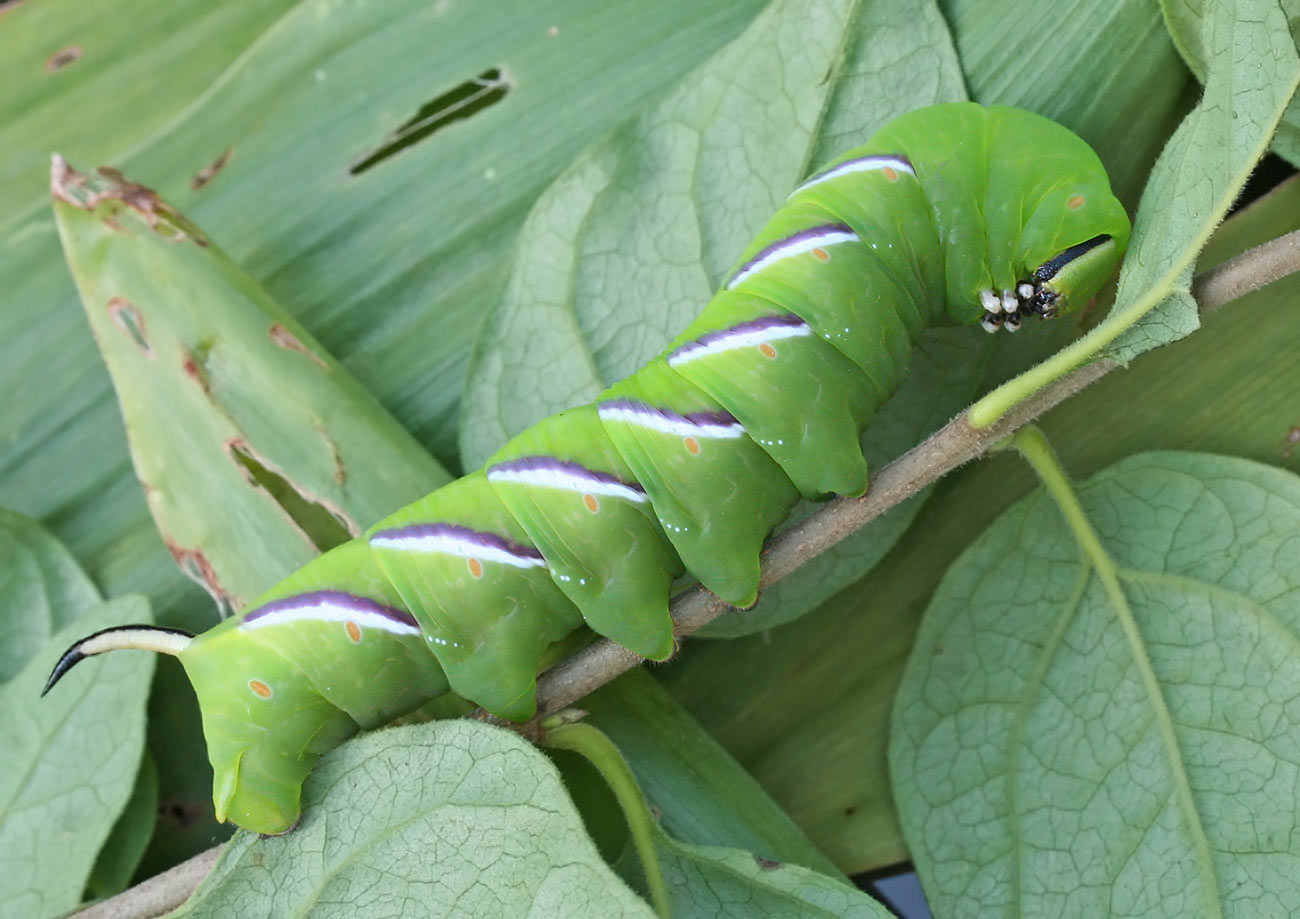